# فيليب جوزيف هنري لومير
فيليب جوزيف هنري لومير (بالفرنسية: Philippe Joseph Henri Lemaire)‏ هو نحات وسياسي فرنسي، ولد في 9 يناير 1798 في فالنسيان في فرنسا، وتوفي في 2 أغسطس 1880 في باريس في فرنسا. انتخب نائب فرنسي.

## معرض صور

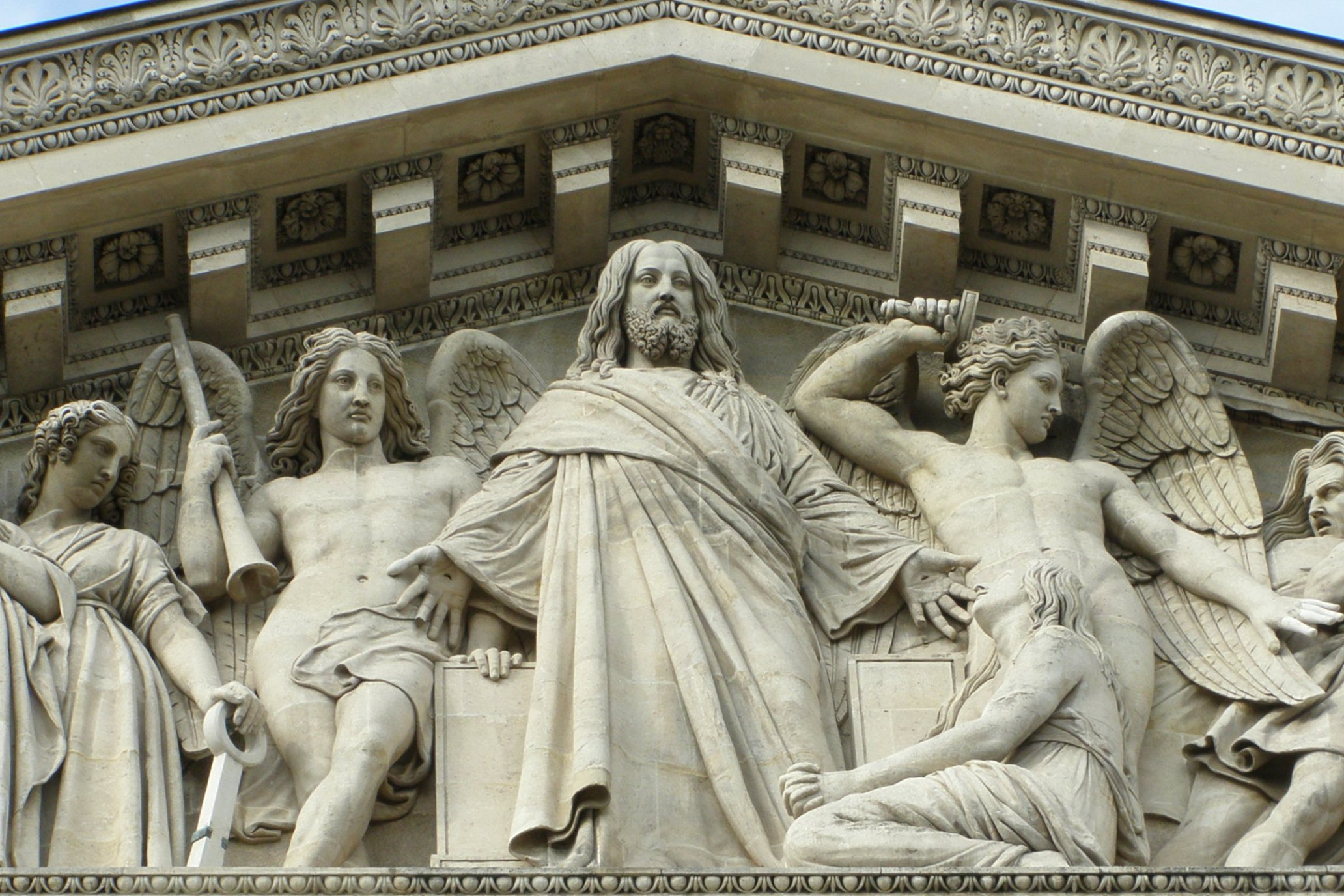
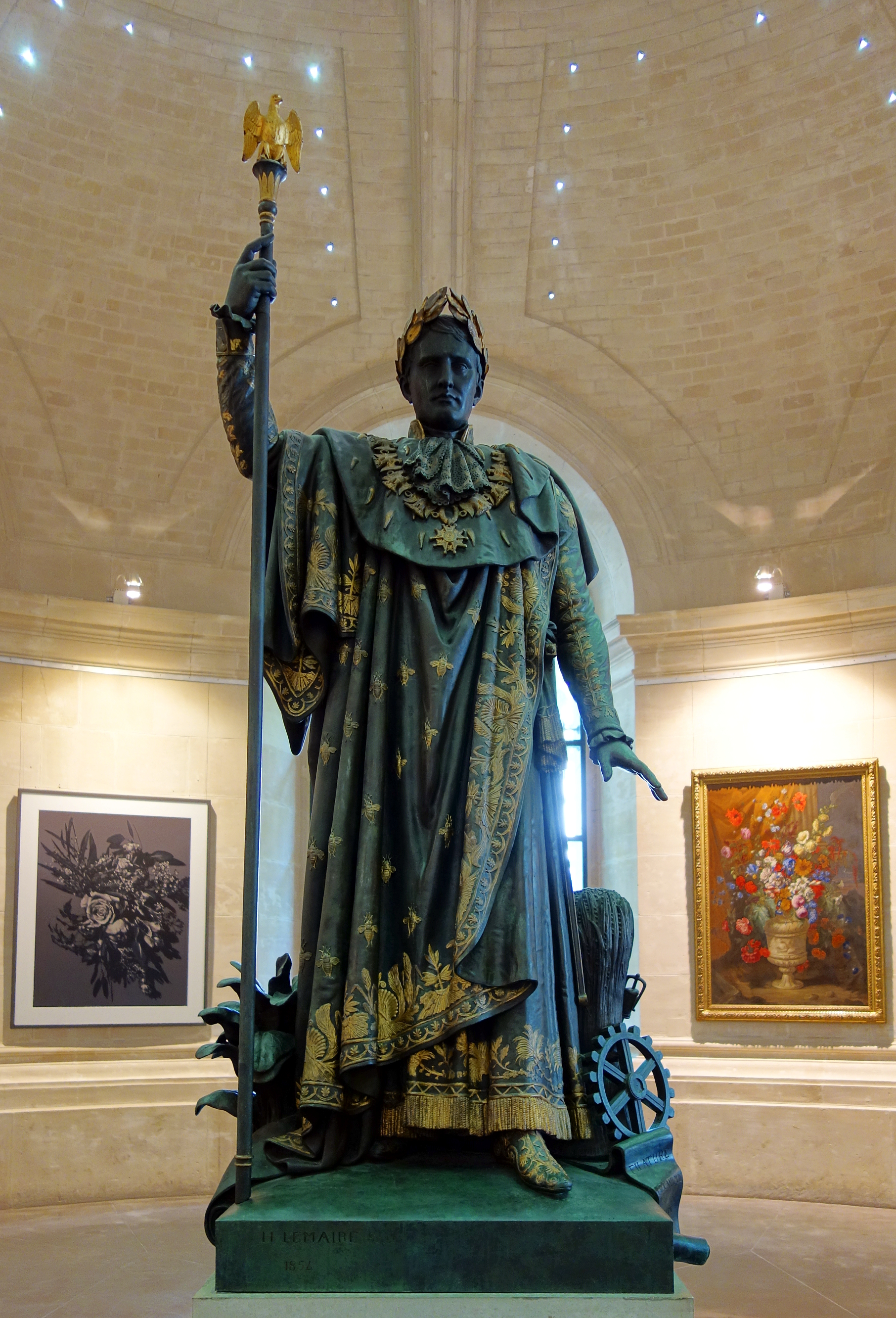
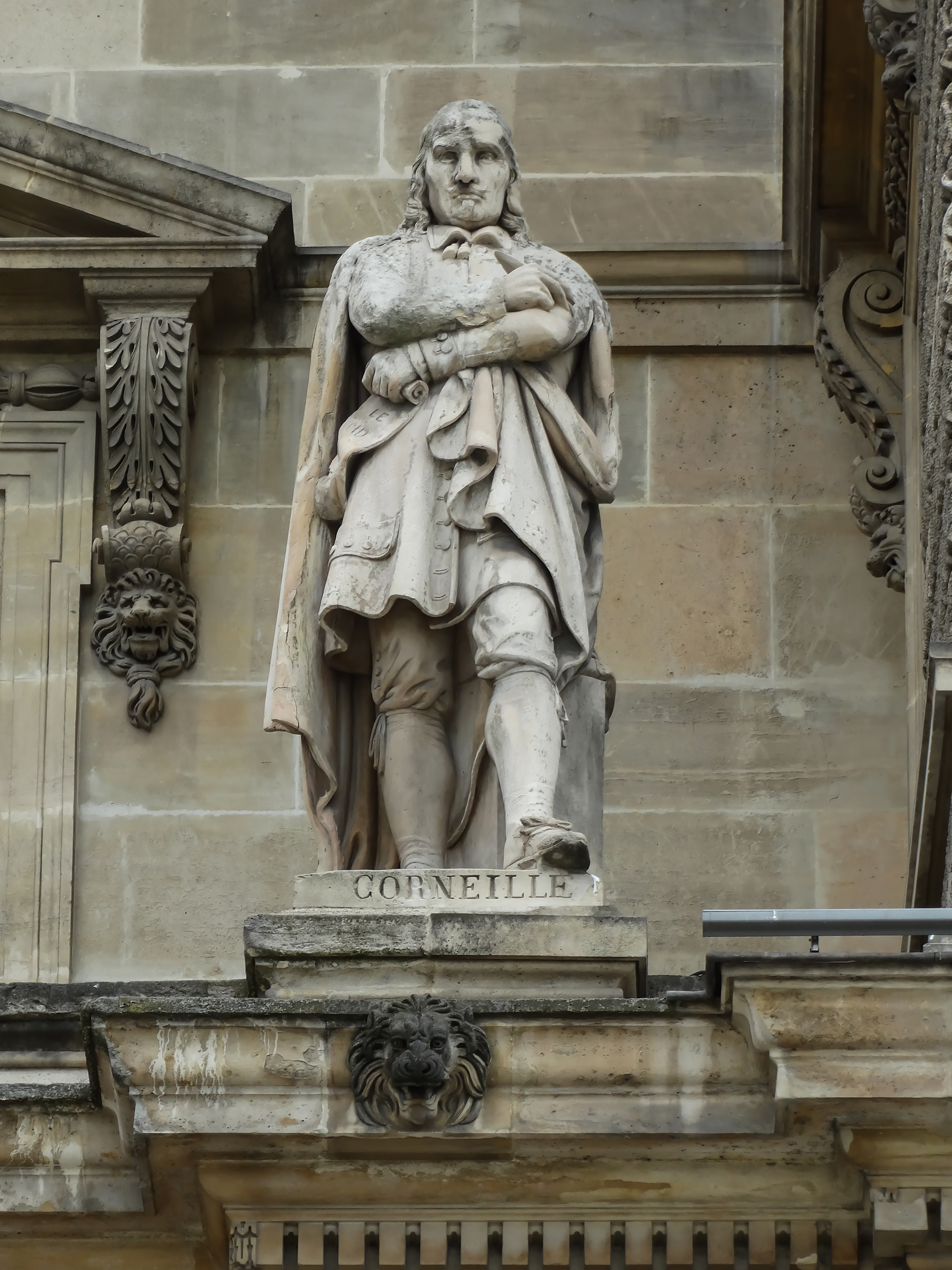
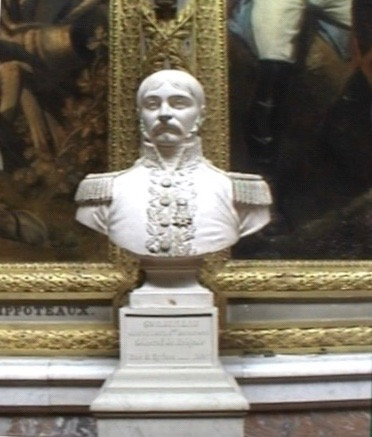